# Yves Thoraval
Yves Thoraval (Lilla, 1947 – 6 giugno 2012) è stato uno storico del cinema e critico cinematografico francese.
Era specializzato soprattutto nel cinema del Medio Oriente e dell'India.

## Biografia
Laureato in arabistica a Langues O', Yves Thoraval divenne "lo storico e specialista imbattibile del cinema arabo e indiano, ma anche della civiltà musulmana". Grande viaggiatore e traduttore, collaborò a diversi giornali e riviste, oltre che a France Culture. Era curatore capo presso la Biblioteca nazionale di Francia, dove era responsabile degli scambi internazionali.

## Opere
- Dictionnaire de civilisation musulmane, Larousse, 1995
- Le Yémen et la Mer Rouge (con André Nied), L'Harmattan, 1995
- Les Écrans du Croissant fertile. Irak, Liban, Palestine, Syrie, Séguier, 1995
- Le Néopatriarcat : Essai, (con Hisham Sharabi e Jacques Berque), Mercure de France, 1996
- Regards sur le cinéma égyptien, L'Harmattan, 1996
- Les Cinémas de l'Inde, L'Harmattan, 1998
- Sultanat d’Oman : Retour à l’histoire (con Jean-Paul Charnay), Karthala, 2000
- L'ABCdaire de l'Islam, Flammarion, 2000
- Cinémas du Moyen-Orient, Séguier, 2000
- Le Monde musulman. Une religion, des sociétés multiples (con Gari Ulubeyan), Larousse, 2003
- Judaïsme, Christianisme, Islam (con Pierre Chavot), Flammarion, 2005